# Christopher Tellefsen
Christopher J. Tellefsen senior (* September 1957) ist ein US-amerikanischer Filmeditor.

## Leben
Von 1975 bis 1979 studierte Christopher J. Tellefsen an der Cooper Union, wo er ursprünglich mit Fotografie und Malerei begann, bevor er eine Filmklasse besuchte und anfing mit dem Medium Film zu experimentieren. Anschließend schnitt er Industriefilme und Dokumentationen für den italienischen Fernsehsender Rai. Als Tellefsen sich auch am Schnitt von Spielfilmen versuchte, war seine erste Erfahrung ernüchternd. Er sollte als Assistent für einen Independent-Film mit Jackie Mason in der Hauptrolle arbeiten. Nachdem der eigentliche Filmeditor gefeuert worden war, wurde er zwar befördert, doch die Filmproduzenten verschwanden bald danach spurlos. Aber er schaffte es dennoch sich zu etablieren und wurde in den Folgejahren Schnittassistent von Ralph Rosenblum und Thelma Schoonmaker, bevor er mit der Gesellschaftskomödie Metropolitan 1990 erstmals eigenverantwortlich einen Spielfilm schneiden durfte.
Nachdem Tellefsen bereits 2005 für Bennett Miller an dessen preisgekrönten Drama Capote den Schnitt übernahm, war es Millers Folgefilm Die Kunst zu gewinnen – Moneyball, für den er erstmals mit einer Oscarnominierung für den Besten Schnitt bedacht wurde.

## Filmografie (Auswahl)
- 1990: Metropolitan – Verdammt, bourgeois, verliebt (Metropolitan)
- 1992: Manny und Dan – Leben und Sterben in der Bronx (Jumpin' at the Boneyard)
- 1993: Verdunkelung in Tallinn  (Darkness in Tallinn)
- 1994: Barcelona
- 1995: Kids
- 1995: Smoke
- 1996: Flirting with Disaster – Ein Unheil kommt selten allein (Flirting with Disaster)
- 1996: Larry Flynt – Die nackte Wahrheit (The People vs. Larry Flynt)
- 1997: Chinese Box
- 1997: Gummo
- 1998: Der Legionär (Legionnaire)
- 1999: Der Mondmann (Man on the Moon)
- 1999: Reine Nervensache (Analyze This)
- 2001: Birthday Girl
- 2002: Spurwechsel (Changing Lanes)
- 2003: Der menschliche Makel (The Human Stain)
- 2004: The Village – Das Dorf (The Village)
- 2005: Capote
- 2006: Kids – In den Straßen New Yorks (A Guide to Recognizing Your Saints)
- 2007: Verführung einer Fremden (Perfect Stranger)
- 2008: Das gelbe Segel (The Yellow Handkerchief)
- 2009: Lieber verliebt (The Rebound)
- 2010: Fair Game – Nichts ist gefährlicher als die Wahrheit (Fair Game)
- 2011: Die Kunst zu gewinnen – Moneyball (Moneyball)
- 2014: The Drop – Bargeld (The Drop)
- 2015: Joy – Alles außer gewöhnlich (Joy)
- 2016: Assassin’s Creed
- 2018: A Quiet Place
- 2019: Light of My Life
- 2019: The Kitchen – Queens of Crime (The Kitchen)
- 2021: The Many Saints of Newark
- 2022: The Menu
- 2023: Nyad

## Auszeichnung (Auswahl)
Oscar
- 2012: Nominierung für den Besten Schnitt mit Die Kunst zu gewinnen – Moneyball